# Mesapamea moderata
Mesapamea moderata là một loài bướm đêm trong họ Noctuidae.